# Muscisaxicola albilora
A Muscisaxicola albilora a madarak (Aves) osztályának verébalakúak (Passeriformes) rendjébe és a királygébicsfélék (Tyrannidae) családjába tartozó faj.

## Rendszerezése
A fajt Frédéric de Lafresnaye francia ornitológus írta le 1855-ben.

## Előfordulása
Dél-Amerika délnyugati részén és az Andokban, Argentína, Bolívia, Chile, Ecuador, a Falkland-szigetek, Kolumbia és Peru területén honos. Természetes élőhelyei a mérsékelt övi gyepek,  szubtrópusi és trópusi gyepek, tavak, lápok és mocsarak környékén, valamint legelők. Telelni északra vonul.

## Megjelenése
Testhossza 17 centiméter.
|  |

## Természetvédelmi helyzete
Az elterjedési területe nagyon nagy, egyedszáma pedig stabil. A Természetvédelmi Világszövetség Vörös listáján nem fenyegetett fajként szerepel.